# Bianco (Kalabrien)
Bianco ist eine italienische Stadt in der Metropolitanstadt Reggio Calabria in Kalabrien mit 4241 Einwohnern (Stand 31. Dezember 2023).

## Lage und Daten
Bianco liegt 78 km östlich von Reggio Calabria an der Küste des Ionischen Meeres. Die Nachbargemeinden sind Africo, Caraffa del Bianco, Casignana und Ferruzzano.

## Sehenswürdigkeiten
In dem alten Ortsteil befinden sich Ruinen der Abtei S. Maria di Pugliano aus dem 17. Jahrhundert. Weiters befinden sich im Ort Reste einer römischen Villa.